# Tillandsia 'Old Gold'
Tillandsia 'Old Gold' es un  cultivar híbrido del género Tillandsia perteneciente a la familia  Bromeliaceae.
Es un híbrido creado  con las especies Tillandsia capitata × desconocido.